# Klaudia Maliszewska
Klaudia Maliszewska (ur. 28 stycznia 1992 w Grudziądzu) – polska niepełnosprawna lekkoatletka specjalizująca się w pchnięciu kulą, brązowa medalistka mistrzostw świata, srebrna medalistka mistrzostw Europy. Występuje w klasyfikacji F35.

## Życiorys
Na swoich pierwszych mistrzostwach świata w 2017 roku w Londynie zdobyła brązowy medal w pchnięciu kulą (F35). W najlepszej próbie uzyskała wynik 7,81 m, poprawiając swój rekord życiowy. Dalej pchnęły Ukrainka Marija Pomazan i Chinka Wang Jun.
Następnego roku podczas mistrzostw Europy w Berlinie zdobyła srebrny medal w pchnięciu kulą (F35) z wynikiem 8,32 m, ustanawiając swój nowy rekord życiowy.
W 2019 roku na mistrzostwach świata w Dubaju zajęła piątą pozycję w rywalizacji pchnięcia kulą (F35). Z wynikiem 8,55 m pobiła swój rekord życiowy, ale do miejsca dającej kwalifikację na igrzyska paraolimpijskie zabrakło cztery centymetrów.

## Wyniki
| Rok  | Zawody             | Miejscowość | Konkurencja          | Wynik | Pozycja    |
| ---- | ------------------ | ----------- | -------------------- | ----- | ---------- |
| 2017 | Mistrzostwa świata | Londyn      | Pchnięcie kulą (F35) | 7,81  | 3. miejsce |
| 2018 | Mistrzostwa Europy | Berlin      | Pchnięcie kulą (F35) | 8,32  | 2. miejsce |
| 2019 | Mistrzostwa świata | Dubaj       | Pchnięcie kulą (F35) | 8,44  | 5. miejsce |